# Спайроу-Маундз

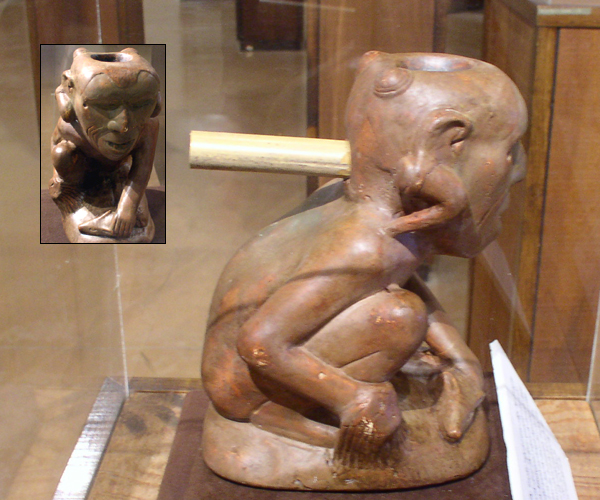
Каменная фигурная трубка, известная как «человек-гризли» или «коленопреклонённый трясун». Найдена при раскопках Спайроу

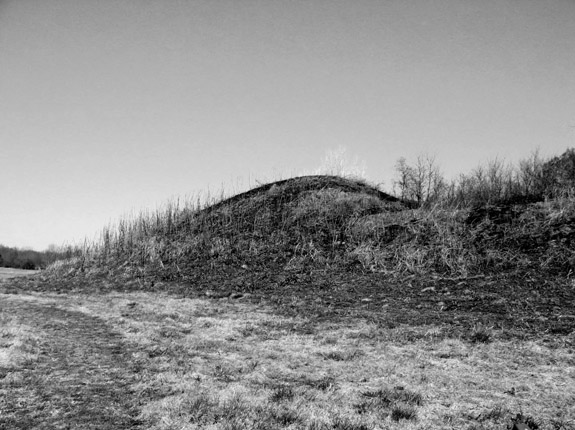
Курган Крэйг в Спайроу (юго-восточная оконечность)

Спайроу-Маундз — один из наиболее важных доколумбовых археологических памятников в США. Он находится на востоке штата Оклахома вблизи современного города Спайроу (Spiro). Памятник открыт для публичного посещения и находится под защитой Оклахомского исторического общества.
Спайроу — крайняя западная точка миссисипской культуры, существовавшей в нижней части реки Миссисипи и её притоков в период около 800—1500 гг. н. э. Как и другие миссисипские протогорода, в Спайроу находилось несколько земляных курганов, окружающих центральную площадь, где проводились религиозные ритуалы и другие общественные мероприятия. Население жило в посёлке (протогороде) рядом с площадью, а помимо него, археологи обнаружили ещё более двадцати других поселений в радиусе 7-8 километров от основного. На расстоянии до 150 км найдены остатки и других поселений, поддерживавших контакты со Спайроу.
Окрестности курганов Спайроу были населены в период 950—1450 гг. н. э. Здесь находился административный центр вождей, под руководством которых были сооружены 11 платформенных курганов и 1 погребальный курган на площади 0,32 кв. км на южном побережье реки Арканзас. В центре Спайроу-маундз находится группа из 9 курганов, расположенных вокруг овальной площади. На вершинах этих курганов находились жилища вождей или же храмовые сооружения.
По мнению археологов, Спайроу-Маундз было достаточно густонаселенным местом примерно до 1250 г., после чего население переместилось в близлежащие посёлки. Спайроу-маундз продолжал использоваться как церемониальный центр и некрополь примерно до 1450 года, возможно, даже позднее.